# Xyris itatiayensis
Xyris itatiayensis är en gräsväxtart som först beskrevs av Gustaf Oskar Andersson Malme, och fick sitt nu gällande namn av Maria das Graças Lapa Wanderley och Sajo. Xyris itatiayensis ingår i släktet Xyris och familjen Xyridaceae. Inga underarter finns listade i Catalogue of Life.